# Frazão Arreigada
Frazão Arreigada é uma freguesia portuguesa do município de Paços de Ferreira, com 7,28 km² de área e 5827 habitantes (censo de 2021). A sua densidade populacional é 800,4 hab./km².

## História
Foi criada aquando da reorganização administrativa de 2012/2013,  resultando da agregação das antigas freguesias de Frazão e Arreigada.

## Demografia
A população registada nos censos foi:
| Distribuição da População por Grupos Etários | Distribuição da População por Grupos Etários | Distribuição da População por Grupos Etários | Distribuição da População por Grupos Etários | Distribuição da População por Grupos Etários | Distribuição da População por Grupos Etários |
| -------------------------------------------- | -------------------------------------------- | -------------------------------------------- | -------------------------------------------- | -------------------------------------------- | -------------------------------------------- |
| Antes da agregação                           |                                              |                                              |                                              |                                              |                                              |
| Ano                                          | 0-14 anos                                    | 15-24 anos                                   | 25-64 anos                                   | >= 65 anos                                   | Total                                        |
| 2001                                         | 1330                                         | 1075                                         | 3401                                         | 587                                          | 6393                                         |
| 2011                                         | 1111                                         | 810                                          | 3531                                         | 811                                          | 6263                                         |
| Após a agregação                             |                                              |                                              |                                              |                                              |                                              |
| Ano                                          | 0-14 anos                                    | 15-24 anos                                   | 25-64 anos                                   | >= 65 anos                                   | Total                                        |
| 2021                                         | 745                                          | 732                                          | 3251                                         | 1099                                         | 5827                                         |